# Konstantin Barulin
Konstantin Aleksandrovič Barulin (in russo Константи́н Алекса́ндрович Бару́лин?; Karaganda, 4 settembre 1984) è un hockeista su ghiaccio russo.

## Palmarès

### Mondiali
- 3 medaglie:
  - 1 oro (Finlandia 2012)
  - 1 argento (Repubblica Ceca 2015)
  - 1 bronzo (Russia 2007)